# 今井ゆあ
今井 ゆあ（いまい ゆあ、1994年3月21日 - ）は、日本のAV女優。Wish所属。

## 略歴・人物
2016年にAVデビュー。
2018年7月24日、所属事務所をギルフィーからC-more エンターテイメントへ移籍したことをツイート。
2019年7月8日、所属事務所をWish（旧 ギルフィー）に移したことをツイート
2020年6月30日、「今井ゆあとして出来ることやりたいことは、もう充分やれたと気付きました」として2020年7月31日を最後に現役引退を発表。

## 出演作品

### アダルトDVD
- 教え子をHなイタズラでお勉強中に勃起させ、SEXまでしてしまう誘惑家庭教師は実在するのか!?（3月17日、アイエナジー）
- イマドキのひとり飲み女子は寂しがり屋でチ○ポ恋いしがり屋という噂は本当か? 終電間際にタクシーで送ろうかと声をかけたら期待でマ●コはビチョ濡れ 介抱するフリしてラブホ連れ込み即ズボ挿入もウエルカム!!（4月8日、SCOOP）
- 初撮り素人AVデビュー 初めての撮影でごっくんと中出しでイカされまくるドM変態妻（5月1日、Fitch）
- GROOVIN' パンチラダンス 超ミニスカお姉さん編（5月7日、デジタルアーク）
- 新パックリまんこアップ 6（5月20日、サルトル映像出版）
- せめてゴム付けて…あっ! うわ…これマジで顔バレしちゃうだろ…ってレベルの美人奥さん達が平日の真っ昼間から口説き落とされてAV出演とかどうかしてるぜ。 「ガチンコ中出し!顔出し!人妻ナンパ」in恵比寿&広尾（5月25日、ビッグモーカル）
- アイツの会社の営業部は、スケベなOLだらけらしい。（5月25日、WEEKENDER）
- 夫の留守中に襲われ這いつくばって逃げるも後ろからねじ込まれ寝バック激ピストンで何度も痙攣イキする人妻 4 中出しスペシャル（5月26日、ナチュラルハイ）
- 合法的公然わいせつ! 吊り革を掴んだままの痴漢 デリヘル嬢に立ちバックで生挿入!生中出し! 2（6月9日、Mr.michiru）
- 合コンでお持ち帰りした女子を隠し撮り。 許可無しAV発売。 【其の拾七】（7月1日、変態紳士倶楽部）
- 修学旅行のバスの中で男子校生のお願いを断れず優しい騎乗位でこっそり中出しさせてくれたガイドさん 2（7月7日、ナチュラルハイ）
- 本番禁止の都内有名デリヘルでただ口説いてヤルだけじゃ収まらない! ぎらついた男たちがデリヘル嬢に生中出しするまで コスプレデリヘル集 5（7月7日、Mr.michiru）
- 真性 ドM パイパン 従順メス犬調教（7月22日、upson）
- 有名コスプレイヤー月に一度の危険日中出しオフ会 ゆあ 22歳（8月1日、ワンズファクトリー）
- パンチラ株式会社 2（8月7日、デジタルアーク）
- 東新宿で見つけた優しくて美巨乳な人妻に18cmメガチ○ポを素股してもらったらこんなヤラしい事になりました。（8月18日、アイエナジー）
- 変態マゾ女落書き調教淫交（8月19日、upson）
- 巨乳ヒップホップダンサー強制中出し妊娠堕ち（8月25日、豊彦）※「舞原愛弓」名義
- パイパン ド変態 変態人妻 10（8月28日、KIプランニング）※「松本友美」名義
- BODYCONSCIOUS DELUXE（9月7日、デジタルアーク）
- 徹底主観フェラ 〜時に見下ろし、時に見つめ合う、口内繋がりの愛の形〜（9月16日、SEX Agent）
- 部屋とブルマと私 お兄ちゃんと一緒 Vol.8（9月16日、RISING）
- 女達を拘束して固定バイブでガックガクになるまで調教&放置し、刺激でおかしくなり過ぎて敏感になった愛液ダダ漏れビックビクの痙攣マ○コ奴隷たち（9月19日、ROOKIE）
- 16周年記念SP 常にパイズリメンズエステ（9月22日、アイエナジー）※撮り下ろし4時間と総集編4時間
- 一般男女モニタリングAV 素人大学生限定 姉弟の絆検証企画! 弟の目の前には拘束された巨乳姉と大人のオモチャ(ローター/バイブ/電マ)『手錠の鍵で即脱出』か『1イキ10万円の連続イカせミッション』どちらを選ぶのか!? 姉を助けず欲望を優先した弟のオモチャ責めで何度もイカされ理性がブッ飛んだ姉はそのまま弟チ○ポと禁断の近親相姦! 姉4人合計54イキ!（9月22日、ディープス）
- 2人の巨乳OLが、経理部長の帳簿横領の共犯扱いされ、損失を取り返す為に強制枕営業（9月23日、クリスタル映像）
- イカせ専門レズエステ 巨乳娘を騙してレズれ!!（9月23日、クリスタル映像）
- マゾ女子大生オークション（9月23日、クリスタル映像）
- BLUE no.4 愛知県 ゆあ（9月23日、BLUE）
- CF×FC FIGHT CLUB Vol.5（9月30日、CF×FC）
- 我が家の主導権争いはイカセ合いで決めましょう! 20代嫁VS40代姑 ガチンコ 年の差レズバトル 年齢差20歳以上!アナタにだけは絶対負けない!（10月6日、ROCKET）
- GROOVIN' BODY CONSCIOUS ボディコンお立ち台ギャル パンチラダンス（10月7日、デジタルアーク）
- 嫁 しばられ 【嫁】下着、日用品で手足を縛り自由を奪い寝取る【辱め】（10月7日、桃太郎映像出版）
- 外はプリッ、中はトロトロ。グルメも唸る感動の味（10月14日、バルタン）
- 一般男女モニタリングAV 性欲が強い職業No.1=看護師は本当だった!? 夜勤中の看護師が入院しててもチ○ポは元気な男性へ逆夜這いで1発10万円の連続中だしセックスにチャレンジ! 2 4組合計中出し18発!! 精子が溜まりに溜まった反りかえりチ○ポに白衣の天使のオマ○コは大発情♥（10月19日、ディープス）
- 弟のことが大好きなお姉さんが勇気を出して裸で誘惑! 巨乳の姉と弟が自宅の激狭お風呂で10年ぶりの混浴一転近親相姦 〜胸やお尻があたりまくる狭い湯船で姉弟が一気に距離を縮めて中出ししまくり!!〜（10月20日、ROCKET）※「ゆうこ」名義
- イラマチオじゃない腰振りフェラチオ 06 〜もはやオナホ扱い。自分好みの速度と角度で腰振って、ナカにナマでぶっ放す!〜（10月21日、SEX Agent）
- にゅるりん、にょろりん、ローリング手コキ 2 〜熟練手コキの気持ちよさ、膣穴はそれを越えられない〜（10月21日、SEX Agent）
- 女友達に合コンに誘われ男友達集めて行ってみると、実際はスケベな女が集まった手コキパーティーだった件。（10月25日、デジタルアーク）
- 貞淑妻が夫に内緒でAV出演! イク事を我慢させられ、気が狂う程寸止めされた後の気持ちよすぎる大絶頂セックス!（11月10日、F&A）※「ゆあ」名義
- 下着狂いのハゲじじい専用 性処理♀調教個人撮影 景子 匿名主婦 素人使用済下着愛好会（11月13日、クンカ）※「匿名主婦」として出演
- 素人妻ナンパ全員生中出し 4時間セレブDX 53（11月15日、LOTUS）
- Wニューハーフのフル勃起チ○ポとアナルマ○コを爆エロねえちゃんが虐め抜く（12月15日、グローリークエスト）
- 昼下がり町内会! 若妻たちのちょっと危険でかなりHな王様ゲーム!! 10 帰ってきた巨乳.ver 母の代理で参加した町内会の集まりでまさかの展開!若い時に王様ゲームをした事が無いという話で盛り上がった奥様方が急に「王様ゲームやりたい!」と言い出したんです。男はボクひとりしかいないもんだから、当然いい思いが沢山出来ちゃいました!!（12月19日、Hunter）
- 快楽天国に行ってみませんか? ハーレムすけべ椅子キ○タマ責め（12月22日、ROCKET）
- ローションにハマった女（12月22日、F&A）
- お色気ムンムンの素人セレブ妻が汗だくセックスに悶絶絶頂で最後は中出しセックスしちゃいました!!（12月23日、UMANAMI）※「ゆあ」名義

- 一般男女モニタリングAV 温泉旅館で見つけた大学生限定 素人女子大生が男友達と人生初の生挿入で1発10万円の連続射精セックスに挑戦! 4 30cm横には何も知らずに川の字で寝ている彼氏! 声を出せない状況に興奮する2人の寝取られ生中出しは1発だけじゃ終わらない!! 4組合計13発 in 箱根温泉（1月7日、ディープス）※「ちさと」名義
- スタイル抜群で教育熱心な新米教師が先輩教師にハメられ服用したサプリが実は女性用バイアグラ! 日頃のストレスで効果抜群! 巨根相手にヨダレを垂らし白目を剥いて失禁しながら激しく腰を振るドスケベな素顔を曝け出す!!（1月27日、UMANAMI）
- 肉欲童貞ニートの中出し寝取り! 会社を3日で辞めて実家暮らし童貞ニートのボク。ちゃんと仕事をしている兄はキレイな女性と結婚して実家で同居。これまで母親以外の女性と一緒に生活したことのないボクは女性が家にいるだけでもドキドキなのに、胸チラ、パンチラが信じられないほど身近になり常に勃起!ある日、そんな兄嫁と家で2人きりになってしまい、その無防備な姿に今まで我慢していた性欲が爆発!気付いたときには嫌がる兄嫁に襲いかかり、何度も何度も何度も激しく腰を振り、何度も何度も何度も中出し!最初こそ嫌がっていたが何度も何度も何度も中出しされているうちに感じてしまい自ら腰を振り始める兄嫁。兄嫁が動く度に精子が溢れてもう水たまり状態に!（2月7日、Hunter）
- 若妻だらけの定時制高校! 3 イジメられ高校を退学したボクが夜間定時制高校に入学したら、クラスメイトがボクよりかなり年上の若妻だらけ!しかもみなさん現役高校生の僕が初々しくて可愛いようで前の学校とは一転まさかの人気者に!しかもしかも若妻さんたちは欲求不満のようでボクの事を誘惑してきたりして…（2月7日、Hunter）
- 当然、勝手にAV化! イケメンの友達がほろ酔い状態の女の子を僕の部屋に連れて来た!女に無縁の僕にはそれだけで大興奮なのに超過激でHな王様ゲームが始まっちゃって… 8（2月7日、お夜食カンパニー）
- 一度寝たら朝まで絶対起きない! ボクの巨乳お姉ちゃん! 大きなおっぱいを鷲掴みしても起きない!乳首を舐めても全く起きない!調子に乗ってパイズリしたって全然起きないお姉ちゃん!だから…さらに調子に乗ってチ○ポを挿れてみたら…!?（2月7日、ゴールデンタイム）
- 死んでも見たくなかった! 結婚間近な彼女のバイト仲間とのBBQ映像（2月19日、お夜食カンパニー）
- 別れさせ屋 ナンパして寝取った人妻の痴態を記録して…（2月20日、STAR PARADISE）
- 猥褻産婦人科 不妊症に悩む人妻をポルチオ性感（2月20日、STAR PARADISE）
- 予約殺到! 女性専用風俗店盗撮 オイル性感エステ 〜巨乳人妻編〜（2月20日、STAR PARADISE）
- 電マエステでデトックス!? 透けパンおもらし電マ地獄（3月3日、DOC）
- 義理の母・姉・妹が急にエロく見えた日。 数年前から同居している義理の母、姉、妹は帰宅すると即服を脱いでほぼ裸族状態だったけどボクの受験を機に服をしっかり着るようになった。すると今まで丸見えでまったくエロくなかったパンモロがパンチラに代わり、妙にエロく見えて意識してしまい人生初の身内勃起! ついついパンチラを探し始めてしまい家の中ではパンチラのことだけを考えるように…。気にしないなんてことはできず、頭がおかしくならないように部屋に引きこもっていたら、心配した家族が次々とやって来てボクを悩ませている短いスカートをひらつかせパンチラしてしまってりうので、つい勃起してしまい…（3月7日、Hunter）
- 濃厚接吻しながら四つん這いで竿を後ろに倒されアナルから雁先まで舐めしゃぶられる 3（3月13日、アロマ企画）
- 杭打ちピストン騎乗位 2（3月13日、アロマ企画）
- 田舎のスイミングスクールだから先生が3人で生徒は僕ひとりだけ! 男は僕ひとりのハーレム水泳教室 競泳水着がむっちりクイ込みまくりの巨乳インストラクターに囲まれてモテモテ中出し三昧!!（3月18日、ROCKET）
- 一般男女モニタリングAV 会社の同僚と一夜限りのお泊りミッション企画 終電を逃した社会人男女がラブホテルで1発10万円の過激な連続射精セックスに挑戦! 3 大人な男女が全てを忘れて互いの身体を求めて乱れる秘密の生セックスは1度の射精じゃおさまらない! 4組合計中出し16発!（3月19日、ディープス）※「むつみ」名義
- 久し振りに実家に戻ってきた都会暮らしの叔母たちがセクシーすぎてヤバい! 3　胸の谷間やパンチラ程度でいとも簡単に勃起するボクを子供扱いするのかと思いきや、元気すぎる下半身に興味津々の叔母たち!勃起に気づくと代わる代わるボクのチ○ポを試しハメしてくるんです。正直抜かれまくって金玉が2個じゃ足りないです!（3月19日、Hunter）
- 天狗に寝取られた巨乳妻 媚薬調教肉便器（4月1日、熟女塾）
- うっかりノーブラで油断しちゃったソソる美乳奥様に辛抱たまらず、オッパイ鷲掴み! 初めは怒った奥様も着衣愛撫でビンビンになった僕のチ○ポをうっかりタッチ!そのまま一発ハメさせてもらっちゃいました!!（4月6日、SOSORU×GARCON）
- 突然パンチラで挑発されてこっそりシゴいちゃった僕。 その13（4月13日、アロマ企画）
- ワタシ…むっつり変態妻だからいつも撮ってます。（4月13日、タカラ映像）
- 生中出し若妻ナンパ! 26（4月14日、S級素人）
- パンチラ&胸チラ連発! 素人限定! ぶら下がりくすぐり我慢ゲーム（4月19日、ATOM）
- 水中媚薬バイブ混浴温泉痴漢（4月19日、アパッチ）
- 図書館 大量ローター痴漢（4月19日、アパッチ）
- 素人おっぱいエステナンパ!（4月21日、DOC）※「ゆか」名義
- 10ピストンの簡単問題から超難問の100ピストンまで腰フリ回数が早押しボタンの代わり!? 素人カップル対抗! クイ打ちピストン騎乗位でクイズに答えて賞金100万円 〜賞金に釣られた彼女が彼氏チ○ポに貪るようにオマ○コ打ち込み! 中出し暴発のお手つき連発!!〜（5月3日、ROCKET）※「はるあ」名義
- ムレムレ神ブルマ 15（5月3日、親父の個撮）※「ゆあ」名義
- ガチ《素人完全ダマ》 オフパコ! vol.2 コスプレ会場でヤレそうな巨乳郵●局員レイヤーを個撮とダマして種付プレス!（5月7日、桃太郎映像出版）
- 欲求不満の巨乳アラサー女子だらけの女性専用シェアハウスに男はボクひとり!? 上京し受験のために姉の家に泊めてもらったら、そこは女性専用シェアハウス。しかも婚期に焦りを感じている巨乳アラサー女子ばかり!欲求不満な巨乳アラサー女子たちはいつも超薄着で乳首がスケスケ!しかもパンチラなんて全然気にしない!そんな刺激的な毎日で当然勃起しまくりで勉強どころではありません!そんなボクの超簡単に勃起する下半身に気付いてしまった巨乳アラサー女子たちは大きな胸を押し付け勃起を誘発!そして勃起する度にチ○ポを狙われ、日に3回以上も求められてボクのチ○ポはみんなの欲求不満解消のためにシェアされまくっちゃいました。（5月7日、Hunter）
- 宙に浮くほどのエンドレスハードピストン 中出し本屋痴漢（5月7日、アパッチ）
- 不倫相手にそそのかされてガチ露出を撮影。 投稿エロ雑誌に掲載され大反響をよんだ人妻ゆあ(仮名)の目線ナシ神動画がこちらですw（5月7日、山と空）※「ゆあ」名義
- セーラートゥルーパーズmodern ドミネーション地獄（5月12日、GIGA）
- ボクとノーブラ爆乳秘書 夢のハーレム部署設立記念SP（5月12日、BAZOOKA）
- 体験入店中のセクキャバ嬢に「これ以上無理!」と拒まれても飲ませてセクハラし続けたところ…（5月12日、ゲッツ!!）
- お姉さんの巨尻が猥褻過ぎて秒殺で悩殺!!（5月19日、MARRION）
- 究極!思わせぶりチ○ポ! NOと言えない無口なM男くんだから思わずイイ事してあげちゃった!!（5月25日、アロマ企画）
- 昼間からエロ本見てムラムラしている万年浪人生の僕が、同じアパートに住む色白で色っぽいソソる奥様をエロイ目線で見ていると、それに気付いたソソる奥様の股間がムズムズ…。旦那が出掛けた隙に、わざとパンチラ胸チラ見せつけて来て…やり過ぎて死にそうです!（6月1日、SOSORU×GARCON）
- 友達同士の男女がカメラの前で初めてのベロちゅう 第6回 素人ベロちゅう選手権 制限時間10分間ベロベロチューしっぱなし! チ○コへはノータッチでベロキスだけで射精できたら賞金GET! 燃え上がって熱烈ベロチューしたまま中出しSEX!!（6月1日、ROCKET）※「ゆあ」名義
- 親友同士オマ○コが繋がったままストップ! 双頭バイブだるまさんが転んだ 2 オマ○コ二人三脚でゴールを目指せ! 感じ過ぎてバイブが抜けたら本気のイカセ合い初レズHの罰ゲーム!!（6月1日、ROCKET）※「ゆあ」名義
- 「私、あの頃と違って真面目になってヤリマンは卒業したのに!」 昔よく一緒に遊んでいたヤリマン友達がいまだに現役で遊んでいる!! 私だけ結婚し真面目になって普通に家庭を持っているのが許せないらしく一緒に飲もうと言って悪い道へ引き戻そうとしてきます!! どうしても飲みのメンバーが足りないからと言われ誘いを断れず飲み会に行ったら、ヤリコンに持ち込まれて結局断れず色々な男と久しぶりにヤッちゃいました!（6月7日、お夜食カンパニー）
- こっそり角オナニー（6月13日、アロマ企画）
- 好きなパンチラが必ず見つかる! 王立パンチラミュージアム（6月13日、アロマ企画）
- レズビアンメイドのいる可愛い女の子とヤリまくり パイパンロリメイド喫茶（6月19日、ビビアン）
- 焦らし風紀委員会（6月25日、アロマ企画）
- 揺れ乳ピストン×跳ね乳騎乗位（6月25日、アロマ企画）
- 美熟女の巨乳に甘えたい…（7月1日、熟女塾）
- パンチラ模擬店〜エッチなアトラクションルーム 2（7月13日、アロマ企画）
- 誘惑的パンチラコレクション 2（7月13日、アロマ企画）
- 発覚! 妻の浮気 愛妻が野蛮な男に満足させられていたなんて…（7月13日、ながえスタイル）
- 出張先の旅館の手違いで同僚とまさかの相部屋に!!気まずい空間の中一緒に寝ていると、浴衣の隙間から見える巨乳!巨乳!巨乳!!完全に乳がポロリ状態になったとき、触っていいのか悪いのか。男としての究極の選択が迫りくる!!（7月14日、SCOOP）
- 飲み会でテッパンのエロ古今東西。 淫語を連発して発情興奮した泥酔OLがチ●ポをおねだり♥ その場で即ハメ中出し!（7月14日、ゲッツ!!）
- 都会から温泉旅行にやってきた浮かれ気分の巨乳美人若妻をナンパして、『ダメよ…』と言われても無視して押しに押しまくって元気チ○ポでハメまくってヤリました!（7月19日、アパッチ）
- 素人限定! ぷるるん巨乳で高額賞金を釣り上げろ! おっぱいフィッシングゲーム（7月19日、ATOM）
- 女が女を襲う! 女監督ハルナのレズ痴漢バス case.03（7月19日、レズれ!）
- 「大人の男性器に興味津々なJK姉妹がしかける誘惑Wパンチラを見たら…どっちにイク?」 VOL.1（7月20日、DANDY）
- 初めて来た教育実習に戸惑う、真面目だけどソソる女先生。 思春期ビンビンな生徒達のセクハラに耐えかねて一人泣いている…かと思ったら擦りつけられたビンビンチ○ポに腰が抜けてパンツ濡れ濡れ!?勉強一筋真面目だった分、初めて味わう興奮に我慢できずに思わず「犯されてみたいの…」と自ら凌辱願望むき出しで全裸個人授業!（7月20日、SOSORU×GARCON）
- プラチナ級 素人清楚妻による一生思い出に残り続ける優しい童貞筆おろし 3（7月28日、S級素人）
- 巨乳の叔母さんが実はパイズリコンプレックスだった!こっそり練習台になってあげたらこんなのどう?とパイズリフェラで1発抜かれそれでも勃起が治まらないので素股からのグチョぬる挿入でこらえきれずに膣内マグマ噴射!!（7月28日、SCOOP）
- 巨乳な人妻のナマ着替えを覗いていたら奥さんのほうから窓ガラスにデカパイ押し付けて誘惑してきた! 3（7月28日、SCOOP）
- 現役女子大生ナマ中出しライフ 10（8月11日、S級素人）※「ユア」名義
- あの手この手でオンナを騙す非合法AVメーカーからの流出動画集!!（8月11日、S級素人）
- 妻に逃げられバツイチシングルファーザーになったボクにまさかのモテ期!?不憫な父子家庭に同情して何かと世話を焼いてくれる近所のママ友たちと真っ昼間から不倫にハマってしまった vol.2（8月11日、UMANAMI）
- 【鬼畜実話】 本当にあった、胸糞の悪い話。（8月11日、BAZOOKA）
- 身体が疼いてやまない、巨乳で淫乱な痴女人妻（8月19日、艶熟）
- 仕事でストレスが溜まりに溜まったOLたちとのスケベ過ぎた衝撃のエロ飲み会映像! 終電を逃して飲み歩いていたOLをイケメンがボクの家に連れてきた!!ボクの家で飲みなおしていたら酒が進むにつれて雰囲気はムフフな感じに…なってOLたち自らエッチな方向へ!! とにかくエッチで王様ゲームなんかもしちゃって大いに盛り上がって最後は当然生中出しSEXしちゃいました!!（8月19日、お夜食カンパニー）
- ママ友サークルと童貞一人のハーレム王様ゲーム 「ウブな男の子紹介してくれませんか?」と欲求不満の人妻がSODに依頼! 自宅に呼び出した童貞くんの何発射しても萎えないチ○ポに喜んで連続10射精で人妻たちはやっと満足!（8月24日、SODクリエイト）
- 地域の公民館 ビデオサークルを根城に子煩悩な巨乳ママを喰いまくる中年オヤジの極秘ハメ撮り 2 ガチ中出しリアルドキュメントNTR（8月25日、ビッグモーカル）
- イッたら留年!? 私立レズれ!学園 ナミダナミダの卒業試験 120分ノンストップ・レズ乱交!（9月1日、レズれ!）　※AV OPEN 2017 マニア部門エントリー作品
- 仙台在住の女の子が友達と2人揃ってAV出演（9月7日、アキノリ）
- 『私みたいなおばさんが初めてで本当に後悔しない??』 『全然、後悔しないです』※即答 30歳を超えてもまだまだ性欲が衰えない私は旦那とは超セックスレス。でも私はエッチが本当に大好きで大好きでたまらないんです!!誰でもいいからヤリタイ!!私を女子と見てくれる人なら誰でも…。そして私を見て勃起してくれる人なら誰でも…。そんな思いで日々胸をあけてミニスカートを履いて機会を伺っていたら童貞君には刺激的だったみたいでフル勃起!! わたしみたいなおばさんに大興奮して『ヤリたいです』って言うから嬉しかったんだけど、さすがに初めては申し訳ないと思い『初めてが本当に私でいいの?』と言ったら即答で『ヤリたい!』というので興奮を抑えきれない私は悪いと思いつつも襲っちゃいました!しかも、何度も中に出させてあげちゃいました!（9月7日、Hunter）
- 性欲の強い彼女と貪欲な性奴隷男（9月7日、MEGAMI）
- SEXの天才 ―ものすごい中出し性交― 〜本物素人セレブ妻奇跡の肉体〜（9月8日、S級素人）
- 双子レズビアン 〜エロ姉妹入れ替わりレズセックス〜（9月13日、U&K）
- お茶の間の将棋番組で聞き手の知的美人な女流アシスタントの着衣横パイ隆起がボイン過ぎて邪魔で肝心の駒が見えなくてどうにも気になって終盤の勝負所で三手詰めが読めません（9月13日、MARX）
- アラサー美女だらけの肉食シェアハウスで男はボクだけの中出しハーレム! 受験のため上京しシェアハウスに入居!しかしそこはアラサー美女だらけで男はボク1人の肉食シェアハウスだった!超美人だらけの環境で女性慣れしていないボクは超緊張!しかしなんだかチヤホヤされて勉強どころではありません。 しかも、家の中でパンチラ胸チラ当たり前のエッチな誘惑だらけ!いつでもエッチを求められてしまい夢の中出しハーレムです!（9月19日、Hunter）
- 淫舌絡み愛レズ（10月1日、U&K）
- ザ☆サテン痴女 手コキ男犯 連射・男の潮吹き・尿道・亀頭・睾丸責め（10月7日、MEGAMI）
- 息子の友達の朝勃ちに興奮した巨乳ママ 4（10月19日、アイエナジー）
- 114分間ノンストップ撮影、ノーカット編集で中出し24連発に長時間お掃除フェラ!!（10月20日、FS.KnightsVisual）
- ケガ人の僕が介助をたのんだらボランティアの綺麗な人妻さんがやってきた! 下着のラインがくっきりなピタパンで無意識に密着ケアしてくるので思わず超勃起しちゃってたまりすぎの精子をパンツ内におもらし!! 奥さんは落ち込む僕をみて「いいのよ大丈夫よ」と汚れたチ○ポを優しく処理してくれそれはもう勃っぱなし状態を憐れに思ったのかこっそり挿入まで許してくれた!（10月27日、SCOOP）
- 入院中の性処理を母親には頼めないからお見舞いに来た叔母にお願いしたら優しい騎乗位でこっそりぬいてくれた 15 中出しスペシャル（11月2日、ナチュラルハイ）
- 厳しい先輩女子社員が急にエロ優しくなった理由とは…? やっと就職できた会社は女子社員だらけ!?男はボク1人のまさに天国!と思っていたら…激務過ぎるブラック企業で残業地獄!!「こんなの続けていけない!」数日で退職届を出してみたら…先輩女子社員達の態度が一変!!ボクを辞めさせたくない一心で急にエロ優しく接してきて3Pや中出しもヤリまくりのハーレム状態!これじゃあどんなに忙しくても辞めるに辞められません!!（11月7日、Hunter）
- やっと入社できた会社に美人女子社員! しかも手取り足取りボクに教えてくれるソソられる環境!!仕事を忘れて興奮しっぱなしのボクだったけど、女子社員のデスクから大人のおもちゃを発見!?それを見られた女子社員は恥ずかしがるどころかスケベ心に火がついてしまい…!?（11月16日、SOSORU×GARCON）
- 温泉旅館で見つけた巨乳女を夜這いレイプして中出ししちゃった痴漢ビデオ（11月19日、アパッチ）
- 「お姉ちゃんが射精管理してあげる!」 ボクはオナニー大好き!そんなボクの部屋に散乱するエロ本と日に日に増えるオナニーティッシュの量を心配して家族会議!その結果!ボクはお姉ちゃんのOK無しにはオナニーできない射精管理をされることになってしまった!だけど、何度射精しても勃ちっぱなしのボクの勃起を見たお姉ちゃんは…（11月19日、ゴールデンタイム）
- 旦那が近所の奥さん達に寝取られ、私も近所の旦那に寝取られた一泊二日の温泉旅行 2（12月7日、アキノリ）
- あまとろM性感痴女の誘惑オーガズム 初公開! 撮り下ろし映像収録スペシャルエディション（12月25日、M男パラダイス）

- ノーブラで僕を誘惑する隣に引っ越してきたエッチな巨乳奥さん（1月4日、グローリークエスト）
- ［密室］ 内見中に不動産屋のお姉さんとやっちゃったSEX映像（2月8日、アキノリ）
- 巨尻と巨尻が闘う ボトムレス(下半身裸)バトル（2月22日、ROCKET）
- 激ヤバ!?伝説!?大問題! 文化祭ピンサロ　顔面偏差値は70!頭の偏差値は32!の文化祭でピンサロ出店があった!?大盛況にwwww（3月25日、レッド）
- 引きこもりレズビアン（4月1日、U&K）
- 用事で母校に来たら偶然初体験の相手に出会った!すると誰だか分からないぐらいソソる美人な人妻になっていた!! 思わず昔話に花が咲き、当時を思い出していると…何だか良いムードに!!するとセックスレスだったらしく性欲全開な彼女は、その時と別人なくらいスケベになり過ぎていて…!!（4月12日、SOSORU×GARCON）
- 時には炎のように燃えてみたい 一線を越えた妻たち（4月13日、FAプロ）
- 高偏差値!ご令嬢女子大生たちのリアル! このビデオは大学サークル幹部が撮影した有名大学ヤリサーの実態である。 2（4月25日、レッド）
- 妄想アイテム究極進化シリーズ 組み立て式 人型家具 DIYキット 〜自分で作る喜び、使う(ハメる)悦び〜（4月26日、ROCKET）
- 18周年記念スペシャル 経験豊富な優しい素人人妻が最高の童貞筆おろし 14（5月10日、アイエナジー）
- 【緊張興奮】 今から上司をハメ撮りします。（5月10日、アキノリ）
- お尻や肛門のドアップがいっぱい見れる 「もしも〜」を叶える妄想ワールド 肛門認証が当たり前になった世界 指紋認証、顔認証いえいえい未来の生態認証はケツ穴!?（5月24日、ROCKET）
- 子供の頃に住んでいた団地の女の子と数年ぶりに再会したら超美人に!? 当時隠したタイムカプセルを探しに地下に行ったらそこには小さい頃よく遊んだ秘密基地があって… 3 「えっ、そんなことヤメテ!友だちなのに、私、来月結婚するのだから…」（6月7日、東京スペシャル）
- 授尿保育園（6月8日、OFFICE K'S）
- 「主人には精子が飲みたいなんて言えなくて…」 清楚すぎるアラサー巨乳妻が初めての精飲! 一度の精飲では物足りず笑顔で二回戦! 激しくイキ乱れ追い打ちごっくん!合計16精飲!!（6月29日、DOC）
- 素人 撮りだし! 女子アナがグラビア撮影に応募したら本番中出しされました（6月30日、ローリーズスタイル）
- 同窓会で会った初恋の女は人妻になっていた 6 夫に欲求不満の彼女は僕の勃起チ○コをテーブルの下で握りしめて放さない。みんなの目を盗んで店内でヤッちゃった!（7月26日、SWITCH）
- 素人ヘアヌード大図鑑 〜極上おっぱい編（7月27日、S級素人）
- SOD女子社員 これぞ真夏の超羞恥! シャツもマ○コも透け透けびしょ濡れ! 全員Eカップ以上! 美巨乳揃いの女子社員 水泳大会2018（8月9日、SODクリエイト）※「大谷佳穂」名義
- この世は男と女だけ 義父の性欲と嫁の性（9月27日、タカラ映像）
- 一番恥ずかしい穴! じっくりアナルガン見（11月11日、アキノり）
- クローゼットに拘束されイキ崩れる真面目女教師… ヤリチン生徒の家庭訪問中に執拗なセクハラを受け拒み続けるも、固定バイブ&追い打ち媚薬で絶頂アクメ淫乱化してしまい…（11月2日、DOC）※「今井」名義
- 欲求不満の巨乳団地ママがマン汁がメレンゲになるほど焦らし素股で発情しまくり!! 生チ○ポをねちっこくマ○コに擦り付ける生素股で連続絶頂!! 我慢できなくなった奥様は旦那もコンドームも忘れて「中に出しても、抜いちゃイヤ!」 抜かずの連続中出しセックス! 4人合計25発!（11月23日、DOC）※「ありさ」名義
- 週末金曜日の夜は気が緩む!? 「夫は飲み会ばかり…私だってハメを外したい」 今宵夫不在な仕事帰りの美人妻をお持ち帰り! 2（12月10日、ブリット）
- まさかこの人が絶品手コキテクニシャン!?トルネード手コキで悶絶射精!（12月20日、アキノリ）

- 童貞好きのスケベなお姉さんにささやき騎乗位で何度も焦らされ中出ししちゃうボク（4月5日、DOC）
- 『仕方ないな〜パンツの上からだったら擦っても良いよ!』 ヤリマン姉にパンズリさせてもらったら大量発射!（4月7日、Hunter）
- スローなオイル手コキが売りの高級メンズアロマエステは施術師が巨乳人妻 フィニッシュ寸前の勃起チ●ポをオイルまみれの肉感ボディに押し付け続けたらみるみる発情 密着生本番まではそう時間はかからない!?（5月17日、SCOOP）
- レイブパーティー中の素人ギャルに媚薬入りのお酒を振舞ったらヨダレを垂らしすぐそこに友達が居るにもかかわらずチ○ポを激しく求めるド淫乱娘に変貌!（6月6日、SODクリエイト）
- 彼女のマ○コから溢れる中出しザーメン汁で20mlの液量計を一杯にせよ! が一転寝取られ中出しゲームへ!（7月11日、SODクリエイト）
- 洗脳ドリル 学校編 〜ムカつくクラスメイトの女子たちと担任の美人女教師は中出し専用の性欲処理奴隷〜（7月11日、SODクリエイト）
- 夫の横でイカされまくる 寝取りファック（7月25日、ながえスタイル）
- 社員を誘惑する乳首ビンビンデカ尻上司はやっぱり淫乱なドスケベ痴女（7月25日、WEEKENDER）
- 100万×中出し 完全版 AV女優37人のガチンコ中出しサバイバルの裏側全部見せます!!（8月25日、本中）
- 美麗顔騎妻（10月1日、V.O.C）
- 妄想アイテム究極進化シリーズ TSF 僕はドッペルゲンガール 2（10月10日、ROCKET）
- レ・Zu・ビアン ～花嫁を寝取った義妹～（12月1日、U&K）
- 夫が見ているとも知らずにイキまくる・・ のぞき見る「寝取られ」（12月13日、ながえスタイル）

### アダルトVR
- 長尺125分! 女2人に責められるハーレムSEX VR（2018年3月10日、ゴシップ）
- 長尺88分! 職業制服美少女VR（2018年3月10日、ゴシップ）

### イメージDVD
- 神聖 Deep（2016年6月30日、INTEC Inc）※「前原みさき」名義
- グラマラスなキミ（2016年9月23日、INTEC Inc）※「高崎かなめ」名義
- powder snow（2016年11月20日、キャメロンG）

## 出演

### ウェブテレビ
- 極楽とんぼKAKERUTV（2018年11月29日[6]、AbemaTV）

### 映画
- 結婚前夜　やさしく挿れて（2017年2月3日、オーピー映画）- 山上美奈子 役[7]